# Igor Vahros
Igor Vahros (till 1942 ryska: Вахромеев, Vachromejev), född 7 januari 1917 i Petrograd i Ryssland, död 23 juni 1996 i Helsingfors, Finland, var en finlandsrysk slavist.
Vahros blev filosofie doktor 1960. Han var 1967–1980 professor i ryska språket och litteraturen vid Helsingfors universitet, efter att därförinnan i flera år ha verkat som lektor och tillförordnad professor i ryska. Han forskade över ett brett fält av ämnen, från grammatik och lyrik till mer etnografiskt inriktade teman som den ryska bastuns historia. Han skrev också tillsammans med Antti Scherbakoff en finsk-rysk ordbok.
Vahros hade en central position inom sin vetenskapsgren; under det kvartssekel han undervisade ökade elevantalet explosionsartat, och institutionen växte till den största i sitt slag i västvärlden.